# Warnstorfia rotae
Warnstorfia rotae là một loài Rêu trong họ Amblystegiaceae. Loài này được (De Not.) Wheld. miêu tả khoa học đầu tiên năm 1922.